# 1713
Cette page concerne l'année 1713  du calendrier grégorien.
L'année 1713 est une année commune qui commence un dimanche.

## Événements

### Afrique et Asie
- 10 janvier : défaite de Jahandar Shâh à la bataille de Samugarh[1].

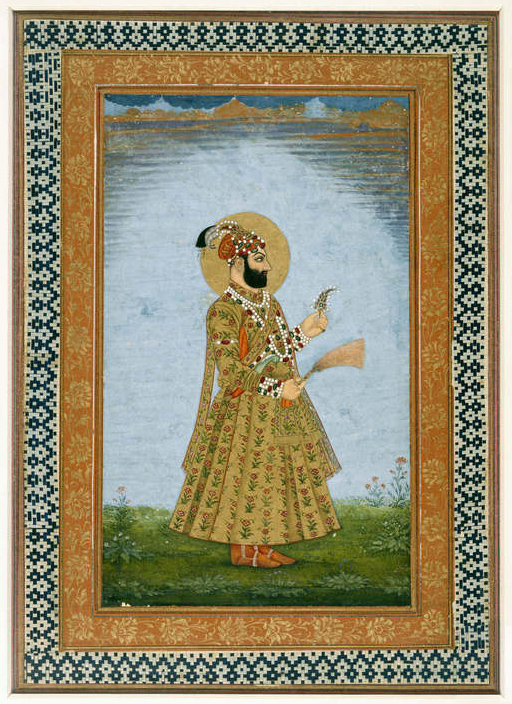
11 janvier : Farrukhsiyâr, empereur moghol.

- 11 janvier : Farrukhsiyâr s’intronise lui-même empereur moghol à Āgrā[1]. Il sera finalement déposé et mis à mort en 1719 par ses ministres Abdullah et Hussain Ali qui l’avaient aidé à prendre le pouvoir. Ils mettent sur le trône les frères Rafi-ud-Darajat et Rafi-ud-Daulat.
- 11 février : Farrukhsiyâr fait étrangler son oncle Jahandar Shâh dans sa prison[1].
- 12 février : Farrukhsiyâr entre triomphalement à Delhi[1].

- Février : début d'une épidémie de variole dans la colonie du Cap. Les esclaves sont décimés, et de nouveaux esclaves sont importés de Madagascar et d’Afrique de l’Est, mais aussi d’Inde, d’Indonésie, de Ceylan et de Malaisie. La plupart des Khoïkhoïs du Cap sont tués[2].

- 2 mars[3] : Nizam ul-Mulk devient gouverneur (subahdar) de Hyderabad[4].

- 17 novembre : Balaji Vishwanath est nommé peshwa (Premier ministre) par le roi Marathe Shahu (en)[5]. Il devient le véritable chef de l’État. Sept peshwa lui succéderont jusqu’en 1818.

### Amérique
- 20-23 mars : reddition du Fort Neoheroka. Fin de la guerre de Tuscarora. 1000 Indiens sont capturés et réduits en esclavage, 1400 sont morts pendant le conflit[6].

- 26 mars : par le traité de l'asiento, le Royaume-Uni s'assure pour trente ans le monopole du commerce des esclaves avec l'Amérique latine et devient la première nation esclavagiste[7]. Il obtient de l’Espagne l’autorisation d’envoyer un navire par an dans les colonies espagnoles (vaisseau de permission). Les Britanniques postent ce vaisseau en face de Buenos Aires, les autres navires faisant la navette avec Bristol.

- 11 avril : traité d'Utrecht. La baie d'Hudson, l’Acadie et Terre-Neuve sont cédés aux Britanniques par la France, qui conserve l’île du Cap-Breton. Saint-Christophe est attribuée aux Britanniques[8].

- 19 mai : disette à Boston. Deux cents personnes attaquent les navires et les entrepôts d’un riche marchand, Andrew Belcher, qui exporte des céréales aux Caraïbes. Elles tuent le lieutenant-général qui tentait d’intervenir[9].

- 23 juin : par une lettre au gouverneur de Nouvelle-Écosse Nicholson, la reine Anne autorise les Acadiens à vendre leurs terres[10]. Les autorités françaises incitent les Acadiens à quitter Plaisance (à l’extrémité sud-est de Terre-Neuve, aujourd’hui appelé Placentia) pour le Cap Breton (île en bordure nord-est de la Nouvelle-Écosse), mais sans succès[11].

- La France fait fortifier Louisbourg[12] (Île du Cap-Breton).
- Tremblement de terre au Cap en Haïti[13].

### Europe

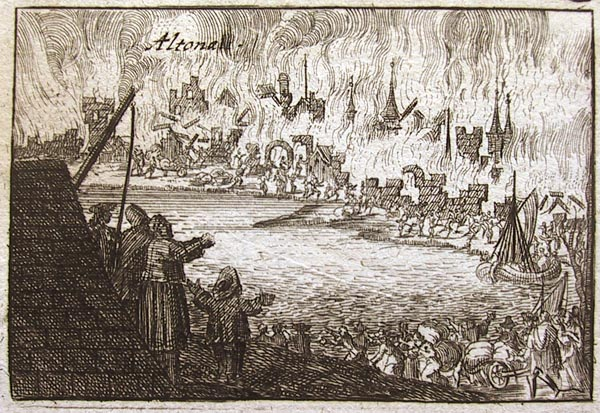
9 janvier : incendie d'Altona

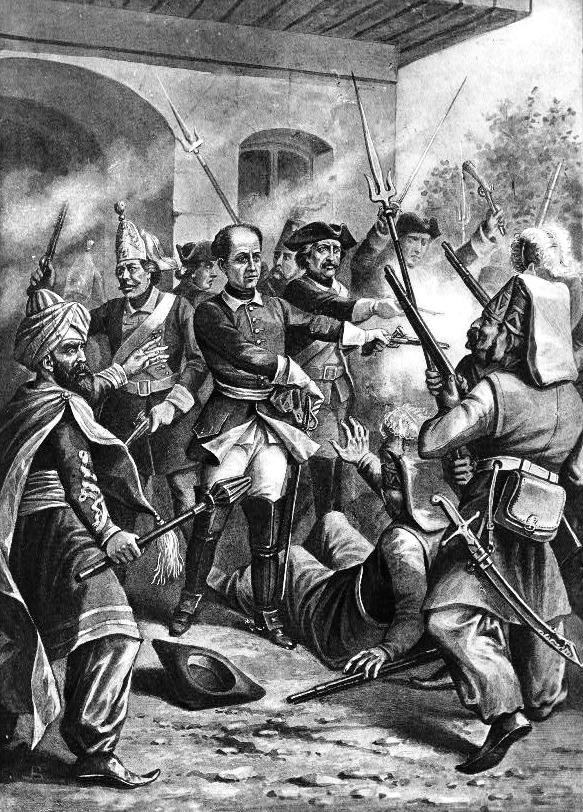
12 février : Charles XII de Suède assiégé par les Turcs à Bender.

- 9 janvier : le général suédois Magnus Stenbock incendie Altona[14].
- 29 janvier : Second traité de la Barrière à Utrecht entre la Grande-Bretagne et les Provinces-Unies[15].

- 12 février : Charles XII de Suède est assiégé par les Turcs à Bender, qui le font prisonnier à Dimetoka[16].
- 25 février : début du règne de Frédéric-Guillaume Ier de Prusse (fin en 1740)[17].
- Février : peste en Autriche, principalement à Vienne[18]. Elle dure jusqu’en février 1714.

- 14 mars : traité pour l'évacuation de la Catalogne et la neutralité de l'Italie[19].
- 19 mars : Élisabeth-Christine de Brunswick-Wolfenbüttel, régente de Catalogne pour son époux Charles VI quitte Barcelone ; l'empereur rappelle les troupes de Catalogne pour les envoyer sur le Rhin[20].

- 19 avril : pragmatique sanction de l’empereur Charles VI, réglant sa succession, assurée à sa fille Marie-Thérèse (née en 1717) au détriment de la lignée de son frère aîné Joseph Ier[21].

- 11 avril : traités d’Utrecht entre France et Grande-Bretagne, France et Brandebourg (Prusse), France et Portugal, France et Savoie[19] (1713-1715), négociés pour la France par Polignac, Huxelles et Mesnager. Philippe V conserve la couronne d’Espagne mais cède à l’empire les possessions espagnoles en Italie et aux Pays-Bas. La Gueldre espagnole passe à la Prusse. La France conserve ses conquêtes (elle renonce à ses garnisons au-delà des cols à la frontière avec la Savoie mais reçoit la région de Barcelonnette dans la vallée de l'Ubaye). La France s’engage à démilitariser Dunkerque et reconnaît Anne Stuart, veuve de Guillaume III, comme reine. Le prétendant Jacques III Stuart est expulsé de France. La Grande-Bretagne reçoit de précieux avantages outre-mer (Acadie, asiento noir) et devient la maîtresse des mers. La Hollande, épuisé par la guerre ne peut plus lutter contre elle.

- 10 mai : les Bourbons d’Espagne adoptent la loi salique[22].
- 16 mai (5 mai du calendrier julien) : le général suédois Magnus Stenbock, passé en Allemagne, doit capituler à Oldenswort (près de Tönningen, Schleswig-Holstein)[14].
- 22 mai (11 mai du calendrier julien) : campagne russe en Finlande. Prise d'Helsingfors[23].

- 1er juin : les Écossais réclament l’abrogation de l’Acte d’Union de 1707, qui leur est refusé[24].
- 24 juin : renouvellement du traité de Prout (1711) à Andrinople entre la Russie et l'Empire ottoman[25].

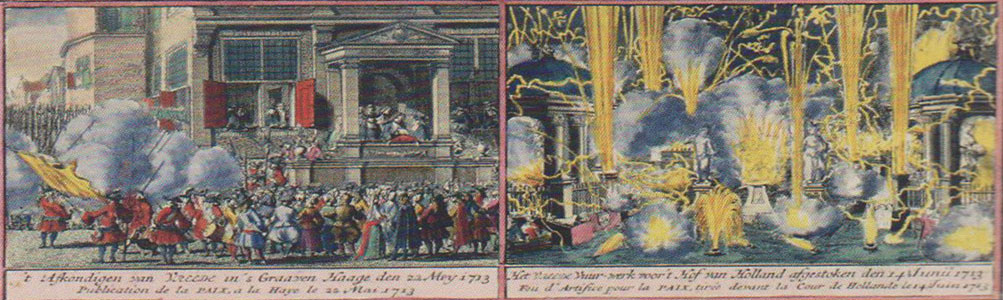
13 juillet : Traité d’Utrecht. Feux d'artifice tirés à Utrecht pour célébrer la paix.

- 10 juillet : le comte de Starhemberg évacue la Catalogne avec les dernières troupes impériales[26].
- 13 juillet : traités d’Utrecht entre Espagne et Grande-Bretagne, Espagne et Savoie. La Savoie obtient la Sicile, la Grande-Bretagne Gibraltar et Minorque. Philippe V conserve l’Espagne et les colonies, mais doit céder en dédommagement Milan, Naples, la Sardaigne et les Pays-Bas à Charles de Habsbourg devenu l’empereur Charles IV. L’empereur ne peut se résoudre à la perte de l’Espagne, et continue seul la guerre jusqu’en 1714[19].

- 25 juillet : début du siège de Barcelone[27]. Les Barcelonais résistent jusqu’au 11 septembre 1714.

- 20 août : la république de Gênes acquiert le marquisat de Finale de l'empereur (occupé par la Savoie entre 1743-1748)[28].
- 21 août : Villars prend Landau[19].
- 28 août, Finlande : prise d’Abo par les Russes[29].

- 30 septembre : capitulation de Stettin. Le général russe Menchikov conquiert la Poméranie. Il prend Stettin puis vend la ville à la Prusse le 6 octobre (convention de Schwedt)[30].

- 30 octobre - 20 novembre : Villars occupe Fribourg-en-Brisgau[31].

- 26 novembre : Villars rencontre le prince Eugène à Rastadt pour discuter de la paix entre l’Empire et la France, grâce à la médiation de l’électeur palatin[31].

- 24 décembre : Victor-Amédée II de Savoie est couronné roi de Sicile à Palerme[32]. Il quitte la Sicile le 5 septembre 1714 et nomme le comte Annibale Maffei vice-roi.

- Publication à Neuchâtel d’une Liturgie complète du pasteur calviniste orthodoxe Osterwald(1663-1747)[33].

## Naissances en 1713
- 13 février : Domènec Terradellas, compositeur d'opéra catalano-italien († 20 mai 1751).
- 15 mars : Nicolas-Louis de Lacaille, astronome français († 21 mars 1762).
- 12 avril : Guillaume-Thomas Raynal, écrivain, penseur et prêtre français († 6 mars 1796).
- 3 mai : Alexis Claude Clairaut, mathématicien français († 17 mai 1765).
- 8 septembre : Mathias Benzelstierna, fonctionnaire d'état, éditeur d'un journal et bibliophile suédois († 11 mars 1791).
- 26 septembre : Dominique de La Rochefoucauld, cardinal français, archevêque de Rouen († 22 septembre 1800).
- 2 octobre : Allan Ramsay, peintre britannique († 10 août 1784).
- 5 octobre : Denis Diderot, écrivain et philosophe français († 31 juillet 1784).
- 12 octobre : Johann Ludwig Krebs, compositeur allemand, élève de Bach († 1er janvier 1780).
- 23 octobre : Johann Georg Trautmann, peintre et graphiste allemand († 9 février 1769).
- 20 novembre : Guillaume Voiriot, peintre français († 30 novembre 1799).
- 24 novembre : Laurence Sterne, romancier et ecclésiastique britannique († 18 mars 1768).

- Date précise inconnue :
  - Samuel Anton Jacob Bach, organiste allemand († 29 mars 1781).
  - Domenico Maggiotto, peintre italien († 16 avril 1794).

## Décès en 1713
- 8 janvier : Arcangelo Corelli, violoniste et compositeur italien (° 17 février 1653).
- 11 janvier : Pierre Jurieu, pasteur et théologien protestant français (° 24 décembre 1637).
- 4 février : Shaftesbury, philosophe britannique (° 26 février 1671).
- 17 mars : Juraj Jánošík, figure épique de la culture slovaque et polonaise (° 25 janvier 1688).
- 24 mars : Toussaint Forbin de Janson, cardinal français, évêque de Beauvais (° 1er octobre 1631).
- 4 mai : Stefano Maria Legnani, peintre italien (° 16 avril 1661).
- 5 août : Teresa del Po, peintre et graveuse italienne (° 1649).
- 4 octobre : Valentin Molitor, compositeur, organiste et bénédictin suisse (° 15 avril 1637).
- 15 décembre : Carlo Maratta, peintre italien (° 15 mai 1625).
- 25 décembre : Jean Chardin, voyageur et écrivain français (° 16 novembre 1643).
- Date précise inconnue : Giovanni Francesco Bagnoli, peintre baroque italien (° 1678).